# Мадонна з грецьким написом
«Мадонна з грецьким написом» (італ. Madonna greca) — картина італійського художника Джованні Белліні (1430—1516), майстра венеційської школи. Створена у 1460 році.

## Греки у Венеції
Венеція, як торговельна імперія, мала тісні зв'язки з країнами сходу, а географічно найближча з яких була саме Візантія. Історія довгих стосунків Венеції та Візантії знала і запозичення мистецьких зразків, і довготривалу торгівлю, і заздрість, і військове захоплення та пограбування Константинополя у 1204 році. Був навіть 50-річний період, коли на уламках розбитої Візантії греків — Венеція створила нетривалу Латинську імперію. А в соборі Святої Софії навіть встигли поховати дожа Енріко Дандоло.
Мав місце і зворотний вплив константинопольських майстрів та візантійських зразків на мистецтво Венеції. В столиці Адріатики роками працювали грецькі майстри — творці мозаїк, релігійних образів. Мали греки і власну церкву в Венеції. Еміграція в Італію та в Венецію особливо поширилася після військової поразки Візантії у 1453 році і захоплення її земель турками-османами, після зникнення Візантії як держави.
Грецькі майстри емігрували в Італію і пізніше, зробивши свій внесок в італійську моду на античність, в італійський гуманізм і Раннє Відродження як таке. Візантійцями або греками за походженням в Італії були 
- Ніколо Семітеколо
- Віссаріон Нікейський
- художник Марко Базаіті
- Джуліо Кловіо
- Антоніо Вассилакі
- Доменіко Теотокопулос ( Ель Греко )

та багато інших.
Тісні зв'язки з Венецією мав і кардинал та гуманіст XV століття  Віссаріон Нікейський, грек, що перейшов у католицтво.

## Провенанс
Дослідження історії картини доводить, що вона довго зберігалась в палаці дожів. В Пінакотеку Брера її передали у 1808 році після реквізицій церковного майна та передачі художніх пам'яток в галерею.
При дослідженні картини виявили, що вона створена майстром не на золотому тлі, як то було на іконах Візантії, а на тлі синього неба. Темна завіса та грецький напис — пізні додатки, створені у XVI столітті. Але вони мало втрутились в художню суть образу, лише перенаправивши його в бік грецьких зразків. Порівняння візантійських ікон добре доводить грецький прототип, грецькі корені образу, створеного венеційським майстром в XV столітті.

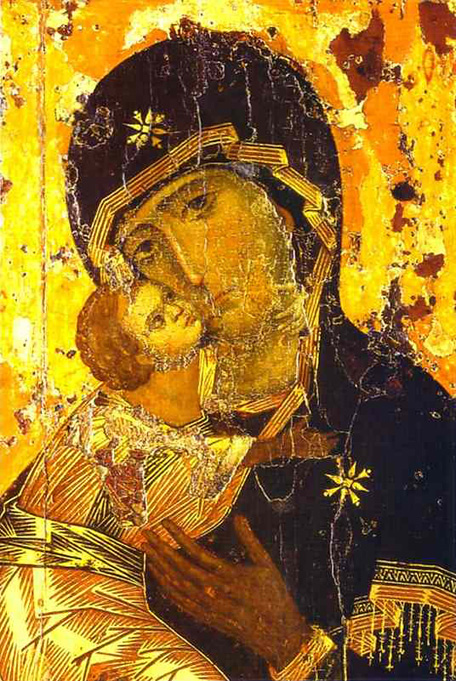
Вишгородська Богородиця
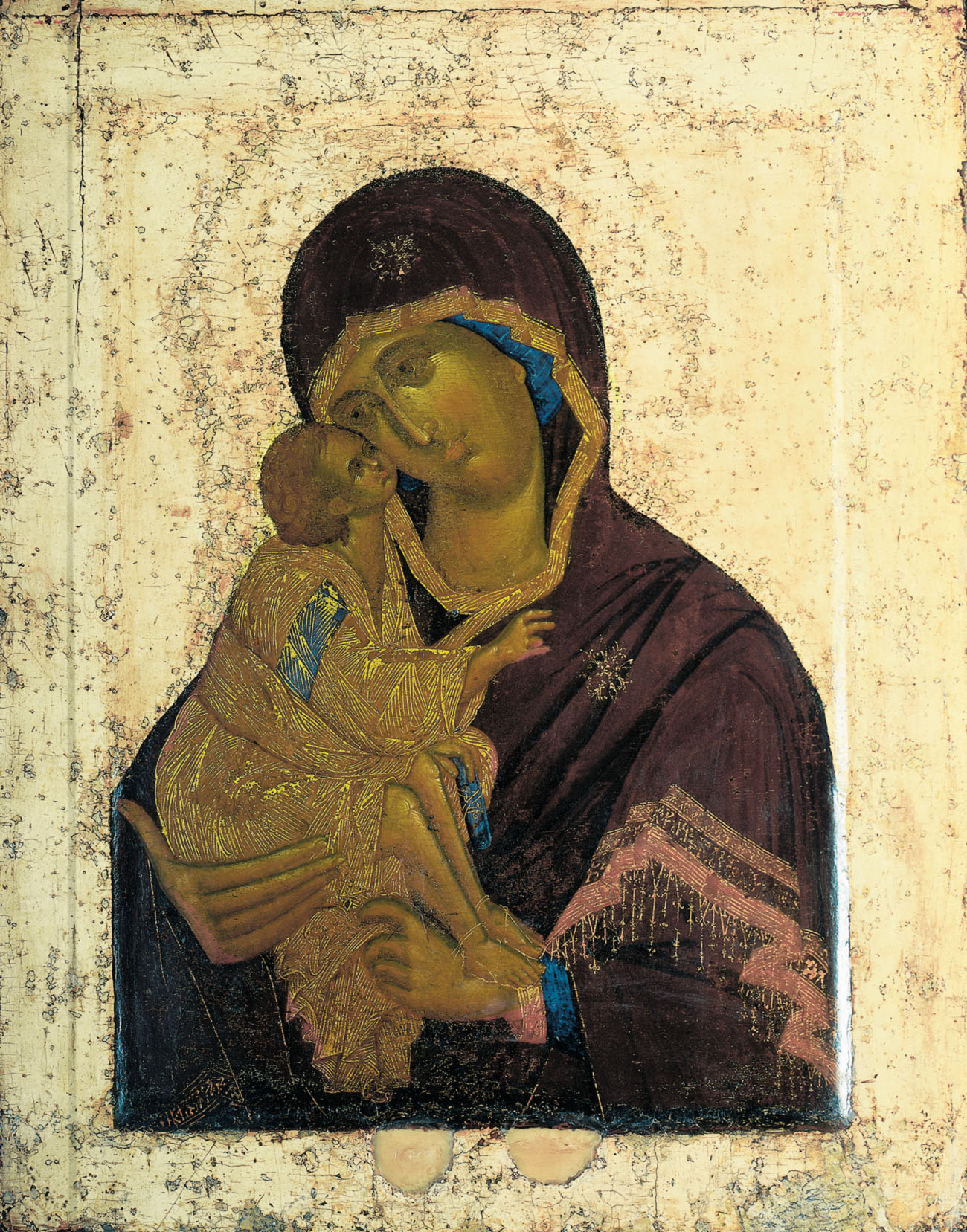
Образ Феофана Грека